# Voldemar Lestienne
Pour les articles homonymes, voir Lestienne.
Voldemar Lestienne, né le 2 décembre 1931 à La Madeleine et mort le 17 décembre 1990 à Paris, est un journaliste et écrivain français, lauréat du prix Interallié en 1975.

## Biographie
Voldemar Lestienne est journaliste grand reporter avant de devenir rédacteur en chef adjoint au journal France-Soir puis directeur-adjoint à France Dimanche. En parallèle, il réalise une carrière d'écrivain avec deux romans à fort succès de vente, Furioso et Fracasso — transpositions des Trois Mousquetaires de Dumas dans le contexte de la Seconde Guerre mondiale —, et fut récompensé par le prix Interallié pour L'Amant de poche (1975) qui fut cependant son dernier roman.

## Œuvre
- 1958 : Dillinger
- 1971 : Furioso
- 1973 : Fracasso
- 1975 : L'Amant de poche — Prix Interallié